# Friedrich-Karl Surén
Friedrich Karl Surén (* 19. August 1888 in Reichenbach im Eulengebirge,  Niederschlesien; † 8. Juli 1969 in West-Berlin) war ein deutscher Verwaltungsjurist und Ministerialbeamter im Steuerwesen. Von 1932 bis 1943 leitete er als Ministerialdirektor die Kommunalabteilung im Preußischen Innenministerium, das 1934 im Reichsministerium des Innern aufging.

## Leben
Das Deutsche Führerlexikon weist Surén als Abkömmling einer alten Offiziersfamilie aus. Er war verwandt mit dem Generalleutnant Karl Surén (1860–1927).
Surén studierte an der Hessischen Ludwigs-Universität Rechts- und Staatswissenschaften. 1906 wurde er im Corps Teutonia Gießen recipiert. Als Inaktiver wechselte er an die Schlesische Friedrich-Wilhelms-Universität Breslau. Nach dem Referendarexamen war er ab 1910 Gerichtsreferendar in Oberglogau. 1913/14 war er als Rechtsanwalt tätig. Von 1914 bis 1918 nahm er durchgehend am Ersten Weltkrieg teil. Er wurde 1918 in Breslau zum Dr. iur. promoviert. Ab 1919 war er als Gerichtsassessor tätig, bis er 1920 als Regierungsassessor ins Innenministerium des Freistaats Preußen wechselte. Dort wurde er 1921 zum Regierungsrat und 1924 zum Ministerialrat (unter Carl Severing und Albert Grzesinski) befördert. Als Franz Bracht 1932 beim Preußenschlag von Reichskanzler Franz von Papen zum Reichskommissar für das Preußische Ministerium des Innern ernannt worden war, wurde Surén Ministerialdirektor und Leiter der Kommunalabteilung. Zugleich wurde er zum Preußischen Staatskommissar für Wohlfahrtspflege ernannt. Das Preußische Innenministerium ging Ende 1934 im Reichsministerium des Inneren auf.
Seit 1924 Mitglied der Deutschen Volkspartei, trat Surén zu Beginn der Zeit des Nationalsozialismus am 1. Mai 1933 in die Nationalsozialistische Deutsche Arbeiterpartei ein. 1938 wurde er Oberbannführer im Stab des Reichsführers der Hitlerjugend. Anfang 1943 wurde Surén als Begünstigter im Fall Nöthling identifiziert. Nachdem Heinrich Himmler Ende August 1943 Reichs- und Preußischer Minister des Innern geworden war, wurde Surén beurlaubt. Zuvor hatte es zahlreiche Beschwerden von Gauleitern wie Arthur Greiser bei Adolf Hitler über Surén wegen dessen angeblicher bürokratischer Geistlosigkeit gegeben. Zudem galt Surén als Vertrauter von Himmlers Amtsvorgänger Wilhelm Frick. Sein Nachfolger als Leiter der Kommunalabteilung im Reichsinnenministerium wurde Anton Kreißl. Surén wurde nach seiner Beurlaubung im Juni 1944 in den Wartestand versetzt. Dann konnte er den Posten als Senatspräsident am Reichsverwaltungsgericht antreten. In der Nachkriegszeit in Deutschland war er Richter in der Verwaltungsgerichtsbarkeit.

## Werke
- Der Reserveoffizier und Reserveoffizier-Aspirant auf dem Truppenübungsplatz: Praktisches Handbuch während des Kommandos. Nebst einem Anhang für die Leitung und die Lehrer. E.S. Mittler & Sohn, Berlin 1909.
- Die Hauszinssteuer und die Finanzierung des Wohnungsbaues in Preußen, 5. erw. Aufl. G. Stilke, Berlin 1929.[11]
- Die Deutsche Gemeindeordnung vom 30. Januar 1935, Hauptband, Carl Heymanns Verlag, 1935.
- Bedeutung der Realsteuerreform für Finanz- und Lastenausgleich. Klett, 1939.
- mit Wilhelm Loschelder: Die Deutsche Gemeindeordnung vom 30. Januar 1935, Bd. 1. Kohlhammer Verlag, 1940.
- Das Preußische Kommunalabgabengesetz. Carl Heymanns Verlag, Berlin 1944.
- Gemeindeabgabenrecht der ehemals preußischen Gebiete unter Berücksichtigung der Änderungen und Einwirkungen durch das Recht der vier Zonen und von Groß-Berlin. Kommunalabgabengesetz, Hundesteuer, Schankerlaubnissteuer, Jagdsteuer, Getränkesteuer, Vergnügungssteuer, Realsteuern. Carl Heymanns Verlag, Köln 1950/1957.
- Die zweckmäßige Unterteilung der Verwaltung einer großen Stadt, erläutert am Beispiel Berlin. Duncker & Humblot, Berlin 1951.
- Über das Auskreisungsproblem. Kohlhammer, Stuttgart 1955.
- Entscheidungen des Preussischen Oberverwaltungsgerichts, Bd. 1–3. Carl Heymanns Verlag, 1962.
- Die Gemeindeordnungen in der Bundesrepublik. Carl Heymanns Verlag, Köln.